# Pink Flag
Pink Flag è l'album di debutto dei Wire, pubblicato nel 1977. Il critico Robert Christgau l'ha definito una suite punk, lo ha elogiato in quanto potente e leggero allo stesso tempo e ha paragonato l'ironia dei testi a quella dei Ramones. Trouser Press l'ha definito un album in cui la band manipola la classica struttura della canzone rock e la condensa in brevi e intense esplosioni di energia, creando una collezione di suoni indimenticabili.  Nonostante la grande accoglienza della critica, l'album non vendette molto. Nel 2003, la rivista musicale Rolling Stone l'ha posizionato al numero 410 nella classifica dei 500 migliori album di sempre.

## Influenza
La grande influenza di quest'album è dimostrata dal numero di band che ne hanno fatto delle reinterpretazioni. I R.E.M. rifecero Strange nel loro album Document, Henry Rollins (con il nome di Henrietta Collins & The Wife-Beating Child Haters) diede una sua versione di Ex-Lion Tamer nel suo album Drive by Shooting.
Altre cover note sono la versione di 12XU dei Minor Threat nella compilation della Dischord Flex Your Head, e la reinterpretazione di Mannequin dei fIREHOSE, contenuta nell'EP Live Totem Pole del 1992. I New Bomb Turks hanno rifatto il brano Mr. Suit nel loro album di debutto !!Destroy-Oh-Boy!!. La hardcore band di Amherst Ampere ha rifatto Mr. Suit nell'LP split con i Das Oath.
Reuters è stata reinterpretata dai Therapy? come b-side nel loro album Troublegum.

## Tracce
Tutte le tracce scritte da Bruce Gilbert, Graham Lewis, Colin Newman e Robert Gotobed, eccetto dove indicato.

### Lato A
1. Reuters – 3:03
2. Field Day for the Sundays – 0:28
3. Three Girl Rhumba – 1:23
4. Ex Lion Tamer – 2:19
5. Lowdown – 2:26
6. Start to Move – 1:13
7. Brazil – 0:41
8. It's So Obvious – 0:53
9. Surgeon's Girl – 1:17
10. Pink Flag – 3:47

### Lato B
1. The Commercial – 0:49
2. Straight Line – 0:44
3. 106 Beats That – 1:12
4. Mr. Suit – 1:25
5. Strange – 3:58
6. Fragile – 1:18
7. Mannequin – 2:37
8. Different to Me (Annette Green) – 0:43
9. Champs – 1:46
10. Feeling Called Love – 1:22
11. 12XU – 1:55

### Bonus track (ristampa CD)
1. Dot Dash – 2:25 [ristampa 1994]
2. Options R – 1:36 [ristampa 1989 e 1994]

## Formazione
- Colin Newman - voce
- Bruce Gilbert - chitarra
- Graham Lewis - basso
- Robert Gotobed - batteria
- Kate Lukas - flauto in Strange
- Dave Oberlé - voce d'accompagnamento in Mannequin